# Flandra de Est
Flandra de Est (neerlandeză Oost-Vlaanderen, franceză Flandre orientale), este o provincie din regiunea Flandra din Belgia. Capitala este Gent. 

## Comune
Fladra de Est conține 65 de comune, grupate în șase arondismente administrative, din care 12 au titlul de oraș.
| | Arondismentul Aalst: | Arondismentul Dendermonde: | Arondismentul Eeklo:                                                                                           |
| | - 01. Aalst - 10. Denderleeuw - 14. Erpe-Mere - 18. Geraardsbergen - 19. Haaltert - 21. Herzele - 30. Lede - 42. Ninove - 48. Sint-Lievens-Houtem - 63. Zottegem  | - 04. Berlare - 07. Buggenhout - 11. Dendermonde - 20. Hamme - 28. Laarne - 29. Lebbeke - 54. Waasmunster - 56. Wetteren - 57. Wichelen - 59. Zele                        | - 03. Assenede - 13. Eeklo - 23. Kaprijke - 36. Maldegem - 47. Sint-Laureins - 60. Zelzate                     |
| Arondismentul Gent: | Arondismentul Gent: | Arondismentul Oudenaarde: | Arondismentul Sint-Niklaas:                                                                                    |
| - 02. Aalter - 08. De Pinte - 09. Deinze - 12. Destelbergen - 15. Evergem - 16. Gavere - 17. Gent - 25. Knesselare - 32. Lochristi - 34. Lovendegem - 37. Melle | - 38. Merelbeke - 39. Moerbeke - 40. Nazareth - 41. Nevele - 43. Oosterzele - 49. Sint-Martens-Latem - 53. Waarschoot - 55. Wachtebeke - 62. Zomergem - 64. Zulte | - 06. Brakel - 22. Horebeke - 24. Kluisbergen - 27. Kruishoutem - 31. Lierde - 35. Maarkedal - 44. Oudenaarde - 45. Ronse - 58. Wortegem-Petegem - 61. Zingem - 65. Zwalm | - 05. Beveren - 26. Kruibeke - 33. Lokeren - 46. Sint-Gillis-Waas - 50. Sint-Niklaas - 51. Stekene - 52. Temse |

1. ↑   https://web.archive.org/web/20171219014506/http://statbel.fgov.be/fr/statistiques/chiffres/environnement/geo/occupation_sol_cadastre/, arhivat din original la 19 decembrie 2017 Lipsește sau este vid: |title= (ajutor)